# Hans Dorrestijn
Hans Dorrestijn (Ede, 16 juni 1940) is een Nederlandse tekstschrijver, vertaler, schrijver en cabaretier, met vaak een typische zwartgallige stijl. Hij schrijft ook teksten en liedjes voor andere cabaretiers en voor de kinderserie Sesamstraat.

## Biografie
Dorrestijn werd in Ede geboren. Zijn vader Hendrik was actief in het verzet en stierf in 1942 in kamp Amersfoort. Hierna groeide hij op bij zijn stiefvader, die een grote inspiratiebron was. Dorrestijn doorliep de kweekschool en studeerde Nederlands aan de MO-lerarenopleiding in Amsterdam. Hierna was hij zeven jaar lang leraar op het Wagenings Lyceum.
In 1974 schreef hij teksten voor het voorlichtingsprogramma Open en Bloot. In 1975 ging Dorrestijn aan de slag als tekstschrijver en cabaretier. Hij schreef teksten voor Herman van Veen, Joost Prinsen, Jenny Arean, Adèle Bloemendaal en voor de cabaretgroep Don Quishocking. Voor het album Zing je moerstaal dat als boekenweekgeschenk van 1976 door Ad Visser werd bedacht en geproduceerd schreef hij Perpetuum mobile. In de jaren zeventig schreef Dorrestijn samen met Willem Wilmink ook voor diverse radio- en televisieprogramma's als Wij en de Wereld, de Panorama Woensdagshow, De Stratemakeropzeeshow en J.J. De Bom voorheen De Kindervriend.
Dorrestijn heeft als schrijver een uitgebreid oeuvre op zijn naam staan; variërend van kinderboeken tot gedichten voor volwassenen. Het jeugdboek De rooie vuurtoren of Vrijdag en de andere wilden (1987) behandelt de discriminatie in een Nederlandse schoolklas, als een vaak gepeste jongen met rood haar naast een Surinaamse jongen wordt gezet. Gevaarlijke stroom (1992) situeerde hij op Aruba. 
Jarenlang verzorgde hij als "nieuwslezer" in het VPRO-radioprogramma Het Gebouw nep-nieuwsberichten onder de naam "Dorrestijns Pers Agentschap" (parodie op het ANP). Veel van die berichten werden in 2 boekjes gepubliceerd.  
De autobiografie Finale kwijting, die verhaalt over de teloorgang van het huwelijk van een alcoholistische liedjesschrijver en zijn aan poetsdwang lijdende vrouw is vooralsnog het sluitstuk in een lange reeks. In het boek beschrijft Dorrestijn ook zijn verblijf in psychiatrisch ziekenhuis "Berg en Bosch". Zijn ex-vrouw Hanna koppelde hij later aan Aart Staartjes. Hij was getuige op hun huwelijk. Het onderwerp "gekkenhuis" diende later als basis voor Dorrestijns succesvolste theaterprogramma tot nu toe: Het naakte bestaan.
Dorrestijn had in de theaters jarenlang soloprogramma's tot hij ging samenwerken met pianist Frans Ehlhart. Rond de eeuwwisseling werd Ehlhart opgevolgd door Martin van Dijk.
In 2007 staakte Dorrestijn in Haaksbergen een try-out voor middelbare scholieren van zijn programma Ruïnes, omdat hij zich ergerde aan de 'stuurse, onbewogen en chagrijnige' gezichten op de eerste rij. In datzelfde jaar brak Dorrestijn door naar een groot publiek met Dorrestijns Vogelgids.
In Ruïnes kondigde Dorrestijn aan dat dit zijn laatste programma was. Ruïnes gaat ook vooral over de thema's dood en verval, in elk geval meer nog dan in zijn vorige programma's. Op 7 december 2008 nam hij met een laatste optreden in Theater Carré afscheid van het toeren langs de grote schouwburgen.
Dorrestijn hield woord en verruilde zijn werkgebied. In de kleinere theaters, bibliotheken en dergelijke is hij sinds 2009 actief met voordrachten uit zijn omvangrijke eigen werk. Zijn vele boeken in het algemeen, en kassucces Dorrestijns Vogelgids in het bijzonder, liggen aan deze optredens ten grondslag. Eind 2010 kwam Dorrestijn met het comeback-programma Buigen in de kleinere theaters. Hierbij gebruikte Dorrestijn overwegend oude nummers. "Daar ik toch nooit een hit heb gehad, loop ik geen enkel risico dat het publiek daar iets van merkt!", aldus Dorrestijn zelf.
Van 2014 tot 2017 maakte hij voor Omroep MAX samen met vogelaar Nico de Haan het televisieprogramma Baardmannetjes, waarin ze samen op zoek gaan naar bijzondere vogels. In 2021 maakte hij voor Omroep MAX de zesdelige televisieserie Alleen op een eiland, waarbij hij een week op telkens een ander onbewoond eiland verblijft en daar een gast ontvangt. Zo was hij in de eerste aflevering op 13 juli 2021 op Rottumerplaat en ontving Dieuwertje Blok. Op 21 juli 2023 maakte hij zijn debuut op de Zwarte Cross met tweemaal een middagvoordracht in een volle tent. Verder maakte hij in 2023 voor Omroep MAX de vierdelige televisieserie Dorrestijn en het Regenworm Dilemma, waarin hij met zijn gasten in gesprek gaat over oplossingen op het gebied van duurzaamheid en klimaat.
In het seizoen 2023/2024 nam hij afscheid van het theatervak met de show 't Houdt een keer op.

## Programma's
- Bofkont (1973)
- Mooi van lelijkheid (1977)
- In staat van ontbinding (1980)

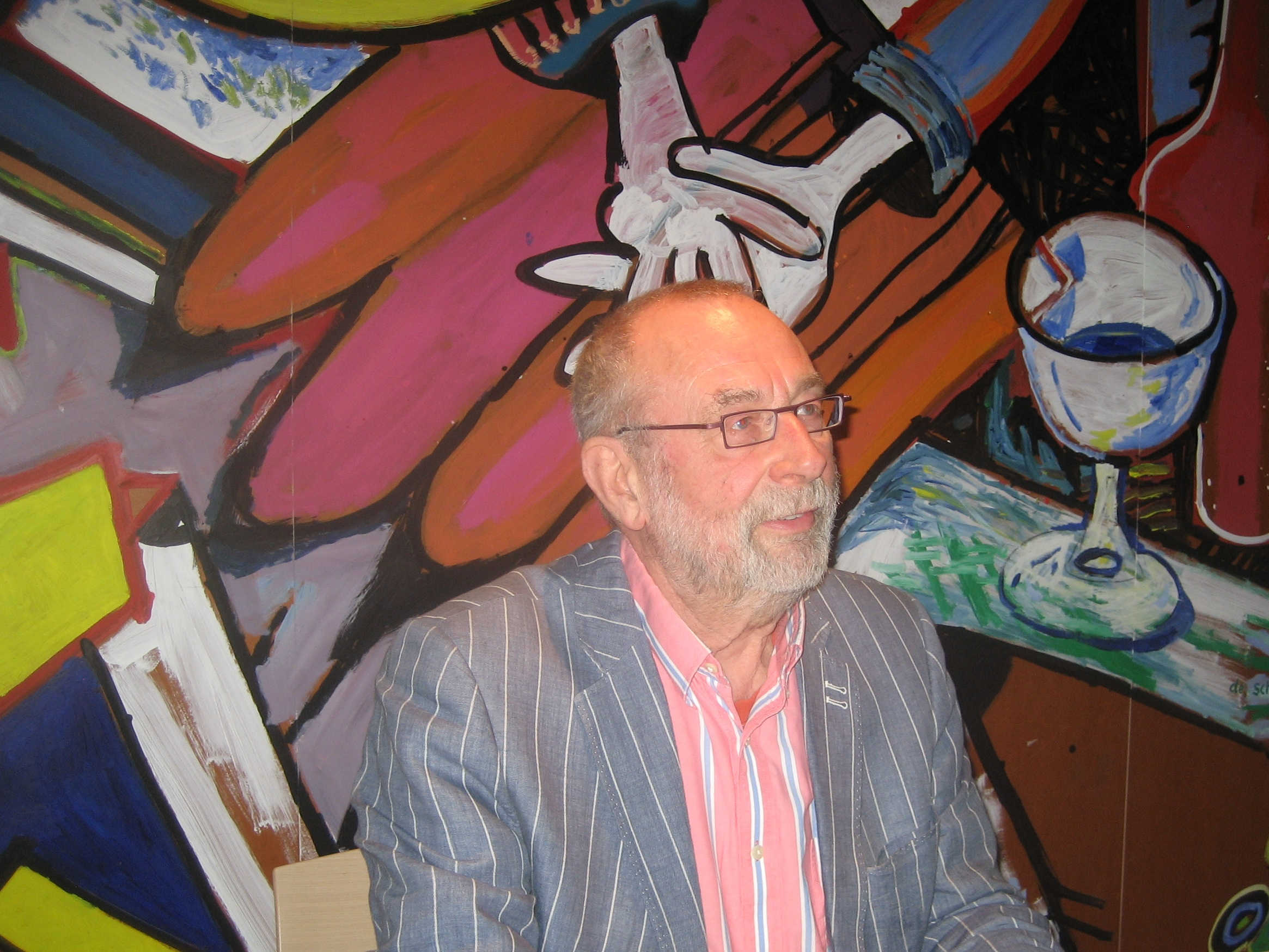
Hans Dorrestijn (2016)

- Dorrestijns geweten spreekt (1982)
- Circus Horlepiep (1985, met Lévi Weemoedt)
- Liederen van wanhoop en ongeloof (1987)
- Liederen van wanhoop en ongeloof II (1989)
- Pretpark (1991)
- Na regen komt Dorrestijn (1993)
- Gesmolten ijsberen (1995)
- Dorrestijn viert oud en nieuw (1996)
- Onvervuld verlangen – Dorrestijn viert oud en nieuw (1998)
- Cirkels (2000, met Martin van Dijk)
- Het naakte bestaan (2005, met Martin van Dijk)
- Ruïnes (2006, met Martin van Dijk)
- Buigen (2010)
- Goeie genade (2013-2015)
- Baardmannetjes (2014, met Nico de Haan)
- Eindelijk Licht (2014, met Zazí)
- Het einde is zoek (2015-2016)
- 't Houdt een keer op (2023-2024)

## Discografie
- 1974 - Bofkont - Philips 6410 070 - LP
- 1979 - Mooi van lelijkheid - Philips 6423 119 - LP
- 1987 - DLP, depressie-elpee van - VPRO 6819 007 - LP
- 1990 - Liederen van wanhoop en ongeloof II - Munich BMMCD273 - CD
- 1992 - Pretpark - Holland Label PAHCD101 - CD
- 1993 - Na regen komt Dorrestijn - Holland Label PAHCD102 - CD
- 1993 - Mooi van lelijkheid - Mercury 514 601 2 - CD (heruitgave van de 2e LP)
- 1994 - Onvergeeflijke melodieën van Hans Dorrestijn - De Jongste Dag CDJD26HD - CD
- 1996 - Gesmolten ijsberen - De Jongste Dag CDJD29HD - CD
- 2000 - Onvervuld verlangen - Hans Dorrestijn viert Oud en Nieuw met Frans Ehlhart - Hummelinck Stuurman CDHSP38HD - 2CD
- 2002 - Cirkels (met Martin van Dijk) - Hummelinck Stuurman CDHSP49HD - 2CD
- 2003 - Bofkont + DLP, depressie-elpee van - Hummelinck Stuurman CDHSP54HD - 2CD (heruitgave van de 1e en 3e LP)
- 2005 - Het naakte bestaan (met Martin van Dijk) - Hummelinck Stuurman CDHSP58HD - 2CD
- 2005 - Samen Solo (met Adèle Bloemendaal) - Pluche 011 - CD (bijlage bij boek "Nu de liefde me zo tegenzit"
- 2008 - Logistiek (met Martin van Dijk) - PIAS 900 1040 020 - CD

## Onderscheidingen
- 2011: Officier in de Orde van Oranje Nassau, voor al zijn activiteiten die ten goede komen aan de samenleving[7]
- 2003: Gouden Harp, voor gehele oeuvre[8]
- 2015: Tollensprijs[9]